# 北方 (市川市)
北方（きたかた）は、千葉県市川市の町名。現行行政地名は北方一丁目から北方三丁目。郵便番号は272-0815。

## 地理
市川市北部に位置する。主に住宅地として使用され、市川税務署が置かれる。また、小説家であり、俳人である矢田挿雲が当地に｢北方庵｣を構え、晩年まで居住していたほか、ガラス工芸家藤田喬平も晩年まで居住していた。さらに、この付近に青年時代の小説家五木寛之が住んでおり、ここから中山競馬場に遊びに通っていたという。
一丁目に市川税務署、二丁目に市川北方（いちかわぼっけ）郵便局、京葉銀行北方支店、三丁目に北方霊園がある。
東は高石神・中山、西は八幡、南は鬼越、北は本北方と接している。

### 地価
住宅地の地価は、2014年（平成26年）1月1日の公示地価によれば、北方2-19-9の地点で22万円/m2となっている。

## 歴史
住居表示実施以前は北方町（ぼっけまち）と称した。

### 沿革
- 1869年（明治2年） - 葛飾県葛飾郡北方（ぼっけ）村となる。
- 1871年（明治4年） - 廃藩置県、県の統合により印旛県葛飾郡北方村となる。
- 1873年（明治6年） - 県の統合及び、郡の分割により千葉県東葛飾郡北方村となる。
- 1889年（明治22年） - 東葛飾郡中山村、鬼越村、若宮村、高石神村と合併し、東葛飾郡中山村大字北方となる。
- 1924年（大正13年）8月10日 - 中山村が町制施行。東葛飾郡中山町大字北方となる。
- 1934年（昭和9年）11月3日 - 市川町、八幡町、国分村と合併、市制施行。市川市大字北方となる。
- 1951年（昭和26年）12月1日 - 市内の大字を町に変更。それに伴い、市川市北方町（ぼっけまち）一丁目 - 四丁目となる。
- 1969年（昭和44年）9月1日 - 北方町の一部で住居表示施行。市川市北方（きたかた）一丁目 - 三丁目となる。

### 地名の由来
旧来の｢ぼっけ｣ではなく｢きたかた｣としたのは、「ぼっけ」が難読地名であることにより読みやすくしたものである。また、｢北方｣（きたかた）の前身である北方（ぼっけ）は
- 崖の意味である｢ぼっけ｣より。
- 当地に住んだ閑院家の呼び名が北家（ほっけ）であったから。
- 中山領主の北の方が住んでいたことから北方と呼ばれていたから。

という説がある。

## 世帯数と人口
2017年（平成29年）9月30日現在の世帯数と人口は以下の通りである。
| 丁目       | 世帯数    | 人口    |
| ---------- | --------- | ------- |
| 北方一丁目 | 790世帯   | 1,653人 |
| 北方二丁目 | 1,087世帯 | 2,381人 |
| 北方三丁目 | 920世帯   | 1,994人 |
| 計         | 2,797世帯 | 6,028人 |

## 小・中学校の学区
市立小・中学校に通う場合、学区は以下の通りとなる。
| 丁目       | 番地             | 小学校               | 中学校             |
| ---------- | ---------------- | -------------------- | ------------------ |
| 北方一丁目 | 14～27番         | 市川市立中山小学校   | 市川市立第四中学校 |
| 北方一丁目 | 1～13番          | 市川市立冨貴島小学校 | 市川市立第三中学校 |
| 北方二丁目 | 1～10番 32～37番 | 市川市立冨貴島小学校 | 市川市立第三中学校 |
| 北方二丁目 | 11～31番         | 市川市立中山小学校   | 市川市立第四中学校 |
| 北方三丁目 | 1～23番          | 市川市立中山小学校   | 市川市立第四中学校 |
| 北方三丁目 | 24～29番         | 市川市立若宮小学校   | 市川市立第四中学校 |

## 施設
- 市川市立北方保育園
- アイリス幼稚園
- 市川税務署
- 市川北方郵便局
- 京葉銀行北方支店